# Ficedula
Ficedula es un género de aves paseriformes perteneciente a la familia Muscicapidae. Se distribuyen por Eurasia, norte de África y la Wallacea.

## Especies
Se reconocen las siguientes especies:
- Ficedula ruficauda — papamoscas colirrojo;
- Ficedula hypoleuca — papamoscas cerrojillo;
- Ficedula speculigera — papamoscas del Atlas;
- Ficedula albicollis — papamoscas acollarado;
- Ficedula semitorquata — papamoscas semiacollarado;
- Ficedula zanthopygia — papamoscas culiamarillo;
- Ficedula narcissina — papamoscas narciso;
- Ficedula elisae — papamoscas de China;
- Ficedula mugimaki — papamoscas mugimaki;
- Ficedula hodgsonii — papamoscas de Hodgson;
- Ficedula dumetoria — papamoscas pechirrufo;
- Ficedula riedeli — papamoscas de las Tanimbar;
- Ficedula strophiata — papamoscas gorgirrojo;
- Ficedula parva — papamoscas papirrojo;
- Ficedula albicilla — papamoscas de la taiga;
- Ficedula subrubra — papamoscas de Cachemira;
- Ficedula hyperythra — papamoscas cejiníveo;
- Ficedula basilanica — papamoscas de Basilán;
- Ficedula rufigula — papamoscas gorgirrufo;
- Ficedula buruensis — papamoscas de Buru;
- Ficedula henrici — papamoscas de la Damar;
- Ficedula harterti — papamoscas de Hartert;
- Ficedula platenae — papamoscas de Palawan;
- Ficedula crypta — papamoscas críptico;
- Ficedula luzoniensis — papamoscas bundok;
- Ficedula disposita — papamoscas furtivo;
- Ficedula bonthaina — papamoscas del Lompobattang;
- Ficedula westermanni — papamoscas pío;
- Ficedula superciliaris — papamoscas ultramarino;
- Ficedula tricolor — papamoscas tricolor;
- Ficedula sapphira — papamoscas zafiro;
- Ficedula nigrorufa — papamoscas rufinegro;
- Ficedula timorensis — papamoscas de Timor.